# Ptilodoninae
Sous-famille
Les Ptilodoninae sont une sous-famille de lépidoptères de la famille des Notodontidae.

## Systématique
Cette classification est discutée, le Musée d'histoire naturelle de Londres ne reconnait pas l'existence de cette sous-famille, opinion confirmée par les travaux de Lafontaine & Fibiger (2006).

## Liste des genres
Selon FUNET Tree of Life (15 juin 2010), cette sous-famille de lépidoptères comprend les genres suivants :
- Allodonta Staudinger, 1887
- Allodontoides Matsumura, 1922
- Epinotodonta Matsumura, 1919
- Epodonta Matsumura, 1922
- Hagapteryx Matsumura, 1920
- Hexafrenum Matsumura, 1925
- Higena Matsumura, 1925
- Himeropteryx Staudinger, 1887
- Hiradonta Matsumura, 1924
- Hyperaeschrella Strand, 1916
- Lophontosia Staudinger, 1892
- Megaceramis Hampson, [1893]
- Microphalera Butler, 1885
- Odontosia Hübner, [1819]
- Odontosina Gaede, 1933
- Pterostoma Germar, 1812
- Ptilodon Hübner, 1822
- Ptilodontosia Kiriakoff, 1968
- Ptilophora Stephens, 1828
- Spatalina Bryk, 1950
- Togepteryx Matsumura, 1920